# Битка код Лењана
Лењано је градић 27 km северозападно од Милана. 29. маја 1176. године грађани Милана и других италијанских градова потукли су немачке витезове под Фридирхом I „Барбаросом“ у току једног од његових похода на Италију. 
У част ове победе Ђузепе Верди је написао истоимену оперу.

## Ломбардски савез
Ломбардски савез је основан 1167. године и био је савез ломбардских градова који су се обавезали на заједничку борбу против цара Фридриха I Барбаросе. Ломбардски градови су заклетву положили код места Понтида у Ломбардији.
Након тешког пораза војске папе Александра III у бици код Монте Порција маја 1176. године против војске Светог римског царства, Ломбардски савез је преостала једина легитимна сила која је пружала отпор Фридриху I Барбароси и стога је имала чврсту подршку папе.

## Ситуација пред битку
Очекујући појачања из Немачке, да би могао да настави рат прекинут претходне године примирјем у Монтебелу, Фридрих се са делом војске налазио у Павији, а једна његова најамничка војска оперисала је против Нормана на југу Италије. Када су наишли немачки феудалци, Фридрих им је пошао у сусрет и дочекао их у Кому. У свему је било између 3500 до 4000 људи, претежно коњаника, заједно са контингентима града Кома. Наишавши се између две непријатељске војске, између оне у Кому и оне у Павији, грађани Милана решили су да спрече њихово спајање. Са контингентима савезничких градова поставили су се код Лењана да би Фридриху I затворили пут ка Павији. Било је све укупно највише 12000 људи, мада хроничари говоре чак и 100000. 

## Битка
Ојачавши ипак некако своје снаге у пролеће, планирао је да изврши напад на Милано, у нади да ће главни штаб Лиге затећи неспремним. Ломбардијци су унапред били упозорени, и пресрели су га код Лењана са силом која је више но двоструко надмашивала његову војску. У првом судару 500 миланских коњаника били су одбачени бројчано надмоћнијим Немцима. Али, пешадија се није дала збунити овим одступањем. Дочекала је немачке витезове копљима и штитовима у чврстом строју које они нису могли да разбију. У међувремену су наишли витезови Бреше који су пошли у помоћ савезном главном граду. Прихвативши претходно миланске коњанике, ударили су заједно с њима у бок немачким витезовима који су узалудно налетали на пешадију. 
Водила се жестока битка. Ломбардијска претходница која се састојала од коњице, раштркала се пред налетом Немаца. Цар је прешао у јуриш и пробио се у средиште непријатељских положаја. Тамо се налазила застава Милана, постављена на тријумфалним коцијама - „каруцио“, коју су штитили одабрани грађани, заклевши се да ће бранити своју веру до смрти. Око њих битка је беснела сатима. Немци су успели да потисну њихове редове, али су се раштркане ломбардијске трупе полако враћале да наставе битку. Коначно, царски барјактар је био убијен, а сам Фридрих I збачен са коња. Ускоро је пораз Немаца био потпун. Сам Фридрих I се једва спасио. Мислећи да је све изгубљено, царски војници су бежали према Павији главом без обзира, до које су стигли претрпевши више губитака током бежања него за време битке. Фридрих I, који је био одсечан од своје војске, успео је да избегне заробљавање, кријући се неколико дана све док пут до Павије није био безбедан.

## Закључак
Лењано није био превелика војничка катастрофа, али је поражавајуће било то што су победу над немачким витезовима однели организовани грађани на отвореном пољу.